# 88rising
88rising (cách điệu là 88⬆), trước đây được gọi là CXSHXNLY, (phát âm là "cash only" - "chỉ nhận tiền mặt"), là một công ty âm nhạc Hoa Kỳ mà người sáng lập Sean Miyashiro mô tả là "hỗn hợp giữa công ty quản lý, hãng thu âm, sản xuất video và tiếp thị".
Công ty này đã trở nên nổi tiếng với tư cách một nền tảng phát triển âm nhạc và hãng thu âm chủ yếu dành cho các nghệ sĩ người Mỹ gốc Á và người châu Á phát hành âm nhạc tại Hoa Kỳ, chẳng hạn như Joji, Keith Ape, Rich Brian và Niki. Miyashiro khẳng định 88rising là "Disney của hip-hop châu Á". Miyashiro cũng hy vọng 88rising có thể thu hẹp khoảng cách giữa âm nhạc châu Á và âm nhạc Hoa Kỳ. Tờ The New Yorker viết về 88rising, "Với các nghệ sĩ như Joji, Rich Brian và Higher Brothers, công ty của Sean Miyashiro là cơ quan có thẩm quyền về phương thức tạo ra những sự giao thoa về văn hóa đại chúng." Rolling Stone cho biết: "Tập thể nghệ sĩ nhạc rap châu Á 88rising đã nhanh chóng trở thành một trong những nhóm nổi tiếng và đột phá nhất trong âm nhạc." Một bài báo trên tờ Paper nói rằng "88rising không chỉ cung cấp sự hỗ trợ về văn hóa mà còn là bí quyết về chiến lược và kỹ thuật để giúp các nghệ sĩ châu Á mới nổi giao thoa một cách hiệu quả nhưng có ý nghĩa." Vào năm 2019, 88rising đã được trao giải Hãng thu âm của năm bởi Netease, một trong những nền tảng phát trực tuyến âm nhạc lớn nhất tại Trung Quốc.
Trụ sở chính đặt tại thành phố New York, công ty cũng có văn phòng tại Los Angeles và Thượng Hải. Ngoài nhóm nghệ sĩ chính của mình, công ty đã hợp tác với nhiều nghệ sĩ khác, nổi bật nhất là KOHH, CL, DPR Live, Yaeji, Phum Viphurit, Verbal và Utada Hikaru.

## Lịch sử
88rising được thành lập vào năm 2015 bởi Sean Miyashiro và Jaeson Ma. Công ty khởi đầu là một tập thể âm nhạc và công ty quản lý có tên là CXSHXNLY (phát âm là "cash only"), giám sát và bắt đầu liên hệ với các nghệ sĩ triển vọng mà họ tìm thấy trên internet. Các nghệ sĩ đầu tiên của công ty bao gồm Brian Puspos, Dumbfoundead, Josh Pan và Okasian. Miyashiro nói rằng mục tiêu của tập thể âm nhạc là "trở thành một hội nhóm uyển chuyển, mang tính biểu tượng nhất" và "cố gắng đại diện cho không chỉ những người nhập cư châu Á, mà cho tất cả những người nhập cư khác". Vài tháng sau, Dumbfoundead cho Miyashiro xem video âm nhạc của đĩa đơn của Keith Ape có tựa đề "It G Ma", Miyashiro bắt đầu làm việc với cả hai nghệ sĩ để phát hành phiên bản remix của đĩa đơn có sự góp mặt của A$AP Ferg, Father, và Waka Flocka Flame. Đĩa đơn được phát hành vào ngày 27 tháng 7 năm 2015 bởi OWSLA và video âm nhạc đã được ra mắt bởi Complex.
Vào tháng 5 năm 2016, công ty đã tải lên nội dung video đầu tiên của họ trên YouTube với tên gọi 88rising và bắt đầu hợp tác với các nghệ sĩ khác như Rich Brian, Joji và Higher Brothers. Tên gọi này có nguồn gốc từ con số tám mươi tám (88), lấy cảm hứng từ chữ song hỷ ("hạnh phúc nhân đôi") - chữ có hình dáng tương tự trong tiếng Trung.
Một năm sau vào tháng 5 năm 2017, hãng đã thực hiện một buổi biểu diễn trực tiếp với tư cách là một tập thể tại Boiler Room ở Los Angeles với Rich Brian, Joji và Keith Ape đều xuất hiện và biểu diễn tại một bữa tiệc biệt thư ở Beverly Hills. Nhóm Higher Brothers đã biểu diễn qua live stream từ quê nhà của họ ở Thành Đô, vì họ không thể đến Hoa Kỳ vào thời điểm đó. Một số khách mời như Yaeji và Ronny J cũng biểu diễn cùng hãng. Vào tháng 11 năm 2017, 88rising đã thông báo về một chuyến lưu diễn khắp châu Á với sự tham gia của Rich Brian, Joji và Higher Brothers cùng với Keith Ape thỉnh thoảng biểu diễn tại một số chương trình được chọn. Chuyến lưu diễn diễn ra tại 9 thành phố lớn của Châu Á: Seoul, Bắc Kinh, Thượng Hải, Thành Đô, Bangkok, Singapore, Kuala Lumpur, Manila và Jakarta.
Vào tháng 5 năm 2017, WPP plc, một trong những công ty quảng cáo lớn nhất thế giới, thông báo rằng họ đã đầu tư vào 88rising.
Vào tháng 2 năm 2018, 88rising đã giới thiệu chuyến lưu diễn đầu tiên ở Bắc Mỹ tại Nhà hát Warfield ở San Francisco, Sảnh triển lãm The Shrine ở Los Angeles và Nhà ga số 5 ở thành phố New York. Chuyến lưu diễn cháy vé có sự tham gia của Rich Brian, Joji, Keith Ape với sự xuất hiện bất ngờ của các khách mời từ các nghệ sĩ khác như Charli XCX và Ski Mask the Slump God. Hãng cũng ra mắt những bản phát hành phòng thu đầu tiên của nhiều nghệ sĩ hàng đầu của 88rising. Vào ngày 2 tháng 2 năm 2018, Rich Brian phát hành album đầu tay Amen và nhận được nhiều đánh giá tích cực và công nhận về mặt thương mại, xếp ở vị trí thứ 18 trên Billboard 200 trong tuần đầu tiên ra mắt. Album cũng đã làm nên lịch sử iTunes khi là album đầu tiên do một nghệ sĩ châu Á phát hành đứng đầu Bảng xếp hạng iTunes Hip-Hop. Vào ngày 20 tháng 7 năm 2018, 88rising đã phát hành album tuyển tập đầu tiên của họ mang tên Head in the Clouds. Album bao gồm 17 bài hát tổng hợp – bao gồm đĩa đơn nhận chứng nhận Vàng của RIAA "Midsummer Madness", với sự xuất hiện của dàn nghệ sĩ chủ chốt của hãng cùng sự góp mặt từ các nghệ sĩ khác bao gồm GoldLink, Playboi Carti, BlocBoy JB, 03 Greedo và Verbal. Vào ngày 26 tháng 10 năm 2018, Joji phát hành album đầu tay Ballads 1, bao gồm đĩa đơn nhận chứng nhận Bạch kim của RIAA "Slow Dancing in the Dark " và đĩa đơn nhận chứng nhận Vàng "Yeah Right" . Album đã làm nên lịch sử bảng xếp hạng Billboard với tư cách là album đầu tiên của một nghệ sĩ solo châu Á đứng đầu bảng xếp hạng Billboard R&B/Hip-Hop. 88rising đã ra mắt Lễ hội âm nhạc Head in the Clouds đầu tiên của mình vào ngày 22 tháng 9 năm 2018 tại Công viên Lịch sử Bang Los Angeles . Đội hình nghệ sĩ của lễ hội bao gồm một danh sách các nghệ sĩ hip-hop và R&B đến từ cả Hoa Kỳ và châu Á bao gồm Rich Brian, Joji, Keith Ape, Niki, Higher Brothers, Dumbfoundead và nhiều nghệ sĩ khác. Lễ hội cũng tổ chức buổi biểu diễn đầu tiên tại Hoa Kỳ cho rapper Nhật Bản Kohh. Trong bản tóm tắt về lễ hội, Billboard đã gọi Head in The Clouds là "Lễ hội Châu Á mà bạn cần biết". Tiếp sau lễ hội là chuyến lưu diễn 88 Degrees and Rising vào mùa thu 2018, có sự góp mặt của đội hình bao gồm tập hợp nghệ sĩ của hãng cùng với Sen Morimoto và Kohh.
Vào năm 2019, 88rising ra mắt bản phát hành phòng thu thứ hai của các nghệ sĩ Higher Brothers và Rich Brian. Vào ngày 22 tháng 2 năm 2019, Higher Brothers đã phát hành Five Stars, là phần tiếp theo của album phòng thu đầu tay Black Cab . Album có sự góp mặt của nhiều nghệ sĩ hip-hop hợp tác nổi bật, bao gồm Schoolboy Q, JID, Denzel Curry, Ski Mask The Slump God, Soulja Boy và nhiều nghệ sĩ khác. Five Stars đã trở thành album hàng đầu trên nền tảng phát trực tuyến Trung Quốc Netease vào quý I năm 2019, và Higher Brothers đã được trao danh hiệu Nghệ sĩ Hip-hop của năm. Netease cũng trao cho 88rising giải thưởng Hãng thu âm của năm. Vào ngày 26 tháng 7, Rich Brian đã phát hành album phòng thu thứ hai của mình, The Sailor, được sản xuất chủ yếu bởi Bekon và The Donuts, và có sự xuất hiện của các khách mời gồm RZA, Joji và nhiều nghệ sĩ khác. Vào ngày 17 tháng 7 năm 2019, Billboard đã công bố lễ hội âm nhạc thường niên Head in the Clouds lần thứ 2 diễn ra vào thứ Bảy, ngày 17 tháng 8 năm 2019 tại Công viên Lịch sử Bang Los Angeles với một sân khấu nhạc dance bổ sung và đội hình các nghệ sĩ âm nhạc mở rộng. Lễ hội ẩm thực California 626 Night Market tuyển chọn các nhà cung cấp thực phẩm. Lễ hội thứ hai chứng kiến sự ra mắt tại lễ hội âm nhạc ở Bắc Mỹ của nhóm nhạc K-Pop iKon cũng như các phần biểu diễn của Joji, Rich Brian, Higher Brothers, NIKI, DPR Live và nhiều nghệ sĩ khác. Lễ hội được Rolling Stone và Tạp chí Los Angeles mệnh danh là "Coachella châu Á". Hãng cũng đã phát hành album tuyển tập thứ hai của họ, Head in the Clouds II, vào ngày 11 tháng 10 năm 2019, với sự góp mặt của các nghệ sĩ bao gồm Swae Lee của Rae Sremmurd, Jackson Wang, Phum Viphurit, Chungha và nhiều nghệ sĩ khác. Bản song ca trong album, "I Love You 3000 II" của Stephanie Poetri và Wang, nhanh chóng đứng đầu Bảng xếp hạng Mạng xã hội Billboard Trung Quốc.
Nhiều sự kiện trực tiếp đã bị hủy bỏ vào năm 2020 do đại dịch COVID-19. Lễ hội Another Head in the Clouds ban đầu được lên kế hoạch vào tháng 3 năm 2020 tại Jakarta, nhưng cuối cùng đã bị hủy bỏ do đại dịch. Do đó, 88rising đã tổ chức lễ hội Asia Rising Forever, một buổi hòa nhạc trực tuyến có sự góp mặt của các tài năng châu Á từ khắp nơi trên thế giới được phát trực tuyến trên tài khoản YouTube và Twitter của họ, vào ngày 6 tháng 5. Vào ngày 3 tháng 12 năm 2020, 88rising đã ra mắt kênh phát thanh 24 giờ trên Sirius XM với âm nhạc của các nghệ sĩ châu Á. Một lễ hội phát trực tuyến khác mang tên Double Happiness ("Hạnh phúc nhân đôi"), liên quan đến khẩu hiệu của họ "88 là hạnh phúc nhân đôi" cũng được khởi động cùng ngày với màn trình diễn của Anderson. Paak và Knxwledge từ bộ đôi âm nhạc của họ, Nxworries, cũng như những người khác như AUDREY NUNA, Ylona Garcia.
Vào tháng 11 năm 2021, 88rising tiếp tục tổ chức lễ hội Head in the Clouds tại sân vận động Rose Bowl, Los Angeles, với lần đầu xuất hiện của Mỹ Anh, nghệ sĩ Việt Nam đầu tiên góp mặt tại lễ hội âm nhạc này, cô cũng góp mặt trong lễ hội phát trực tuyến Double Happiness vào tháng 2 năm 2022. Vào tháng 4 năm 2022, 88rising biểu diễn tại Coachella với chương trình mang tên Head in the Clouds Forever, bao gồm các màn trình diễn của CL, 2NE1, Hikaru Utada, Jackson Wang, Rich Brian, Bibi, Niki, Milli và Warren Hue. Họ cũng phát hành một đĩa đơn cùng tên bao gồm ba ca khúc có sự góp mặt của Bibi, Utada, Hue và Rich Brian.

## Tranh cãi
Vào ngày 17 tháng 3 năm 2021, 88rising đã đăng một hình vuông màu vàng lên tài khoản Instagram của họ với chú thích "Quá đủ rồi. Đau lòng với cảnh bạo lực kinh tởm và vô nghĩa ở Georgia đêm nay. Bạo lực đối với cộng đồng châu Á phải dừng lại. Hãy bảo vệ lẫn nhau và chống lại sự thù hận" để phản ứng lại vụ xả súng ở các spa tại Atlanta năm 2021 xảy ra vào ngày trước đó. Nó đã vấp phải phản ứng dữ dội ngay lập tức và nhanh chóng vì những điểm tương đồng với các hình vuông đen được đăng tải rộng rãi trên phương tiện truyền thông xã hội liên quan đến các cuộc biểu tình Black Lives Matter năm 2020, cả về tình đồng minh được biểu hiện bằng lời nói được nhận thức và sự ra vẻ thể hiện đức hạnh của họ. Ngoài ra, nhiều người dùng mạng xã hội đã trích dẫn rằng việc sử dụng màu vàng của 88rising vốn dĩ đã mang tính phân biệt chủng tộc và xúc phạm, vì nó có liên quan đến lịch sử với định kiến xúc phạm màu da Đông Á.
Bài đăng nhanh chóng bị xóa và thay thế bằng lời xin lỗi, "Chúng tôi không bao giờ có ý định gây hại, nhưng chúng tôi nhận ra tác động của hành động của mình và xin lỗi ... [chúng tôi] không cố gắng bắt đầu phong trào hình vuông màu vàng, mặc dù chúng tôi hiểu nó đã bị xuyên tạc như thế nào."  Sau đó, công ty chia sẻ ý định đầu tư vào các cộng đồng AAPI địa phương, nâng cao hơn nữa tiếng nói của AAPI và hợp tác với Sirius XM trên một loạt chương trình mới, 88rising Speakers, xoay quanh trải nghiệm của người Mỹ gốc Á.

## Nghệ sĩ

### Hiện tại
- Atarashii Gakko!
- Bibi
- Chungha
- Dumbfoundead
- Guapdad 4000
- Higher Brothers
- Jackson Wang
- Joji[49]
- Keith Ape[49]
- Lexie Liu
- Milli
- Niki[50][51]
- Rich Brian
- Seori
- Stephanie Poetri[52]
- Warren Hue
- Ylona Garcia
- [53]Sang Tran

### Trước đây
- Brian Puspos[54]
- Okasian[15]
- August 08

## Danh sách đĩa hát

### Album phòng thu
| Tiêu đề     | Nghệ sĩ         | Thông tin chi tiết                                                                                             | Vị trí xếp hạng cao nhất | Vị trí xếp hạng cao nhất | Vị trí xếp hạng cao nhất | Vị trí xếp hạng cao nhất | Doanh số                    |
| Tiêu đề     | Nghệ sĩ         | Thông tin chi tiết                                                                                             | US                       | USR&B/HH                 | AUS                      | CAN                      | Doanh số                    |
| ----------- | --------------- | --- | ------------------------ | ------------------------ | ------------------------ | ------------------------ | --------------------------- |
| Black Cab   | Higher Brothers | - Phát hành: 31 tháng 5 năm 2017 - Nhãn: CXSHXNLY - Định dạng: Tải xuống kĩ thuật số                           | —                        | —                        | —                        | —                        |                             |
| Amen        | Rich Brian      | - Phát hành: 2 tháng 2 năm 2018 - Nhãn: 88rising, Empire - Định dạng: Tải xuống kĩ thuật số                    | 18                       | 11                       | 27                       | 18                       |                             |
| Cannonball! | Sen Morimoto    | - Phát hành: 18 tháng 5 năm 2018 - Nhãn: 88rising, Sooper - Định dạng: Tải xuống kĩ thuật số                   | —                        | —                        | —                        | —                        |                             |
| Ballads 1   | Joji            | - Phát hành: 26 tháng 10 năm 2018 - Nhãn: 88rising, Warner - Định dạng: CD, LP, tải xuống kĩ thuật số          | 3                        | 1                        | 17                       | 7                        | - Hoa Kỳ: 57,000 (tuần đầu) |
| Five Stars  | Higher Brothers | - Phát hành: 22 tháng 5 năm 2019 - Nhãn: 88rising, 12Tone - Định dạng: Tải xuống kĩ thuật số                   | —                        | —                        | —                        | —                        |                             |
| The Sailor  | Rich Brian      | - Phát hành: 26 tháng 7 năm 2019 - Nhãn: 88rising, Warner - Định dạng: Tải xuống kĩ thuật số                   | 62                       | 31                       | 77                       | 74                       |                             |
| Moonchild   | Niki            | - Phát hành: 9 tháng 9 năm 2020 - Nhãn: 88rising, 12Tone - Định dạng: Tải xuống kĩ thuật số                    | —                        | —                        | —                        | —                        |                             |
| Nectar      | Joji            | - Phát hành: 25 tháng 9 năm 2020 - Nhãn: 88rising, Warner - Định dạng: CD, LP, cassette, tải xuống kĩ thuật số | 3                        | —                        | 1                        | 4                        |                             |

### Album tuyển tập
| Tiêu đề                                              | Nghệ sĩ  | Thông tin chi tiết | Vị trí xếp hạng cao nhất | Vị trí xếp hạng cao nhất | Vị trí xếp hạng cao nhất |
| Tiêu đề                                              | Nghệ sĩ  | Thông tin chi tiết | US                       | AUS                      | CAN                      |
| ---------------------------------------------------- | -------- | --- | ------------------------ | ------------------------ | ------------------------ |
| Head in the Clouds                                   | 88rising | - Phát hành: 20 tháng 7 năm 2018 - Nhãn: 88rising, Warner - Định dạng: CD, LP, tải xuống kĩ thuật số                                     | 76                       | 61                       | 40                       |
| Head in the Clouds II                                | 88rising | - Phát hành: 11 tháng 10 năm 2019 - Nhãn: 88rising, Warner - Định dạng: Tải xuống kĩ thuật số                                            | 79                       | 30                       | 47                       |
| Shang-Chi and the Legend of the Ten Rings: The Album | 88rising | - Phát hành: 3 tháng 9 năm 2021 - Nhãn: Hollywood Records, Marvel Music, Interscope Records, 88rising - Định dạng: Tải xuống kĩ thuật số | 160                      | 88                       | 47                       |

### Đĩa mở rộng
| Tiêu đề                   | Nghệ sĩ                     | Thông tin chi tiết                                                                                             | Vị trí xếp hạng cao nhất | Vị trí xếp hạng cao nhất |
| Tiêu đề                   | Nghệ sĩ                     | Thông tin chi tiết                                                                                             | US                       | CAN                      |
| ------------------------- | --------------------------- | --- | ------------------------ | ------------------------ |
| Slow Love and Bangin      | Brian Puspos                | - Phát hành: 11 tháng 1 năm 2017 - Nhãn: CXSHXNLY - Định dạng: Tải xuống kĩ thuật số                           | —                        | —                        |
| Pink Season: The Prophecy | Pink Guy                    | - Phát hành: 24 tháng 5 năm 2017 - Nhãn: 88rising - Định dạng: Tải xuống kĩ thuật số                           | —                        | —                        |
| In Tongues                | Joji                        | - Phát hành: 3 tháng 11 năm 2017 - Nhãn: 88rising, Empire - Định dạng: Tải xuống kĩ thuật số, 12" EP           | 58                       | 62                       |
| Journey to the West       | Higher Brothers             | - Phát hành: 17 tháng 1 năm 2018 - Nhãn: 88rising, Empire - Định dạng: Tải xuống kĩ thuật số                   | —                        | —                        |
| In Tongues (deluxe)       | Joji                        | - Phát hành: 14 tháng 2 năm 2018 - Nhãn: 88rising, Empire - Định dạng: Tải xuống kĩ thuật số                   | —                        | —                        |
| Type-3                    | Higher Brothers và Harikiri | - Phát hành: 27 tháng 2 năm 2018 - Nhãn: 88rising, Empire - Định dạng: Tải xuống kĩ thuật số                   | —                        | —                        |
| Father                    | August 08                   | - Phát hành: 11 tháng 5 năm 2018 - Nhãn: Red Bull Records, 88rising - Định dạng: Tải xuống kĩ thuật số         | —                        | —                        |
| Zephyr                    | Niki                        | - Phát hành: 23 tháng 5 năm 2018 - Nhãn: 88rising, Empire - Định dạng: Tải xuống kĩ thuật số                   | —                        | —                        |
| Born Again                | Keith Ape                   | - Phát hành: 12 tháng 10 năm 2018 - Nhãn: 88rising, Empire - Định dạng: Tải xuống kĩ thuật số                  | —                        | —                        |
| wanna take this downtown  | Niki                        | - Phát hành: 17 tháng 5 năm 2019 - Nhãn: 88rising, 12Tone - Định dạng: Tải xuống kĩ thuật số                   | —                        | —                        |
| 1999                      | Rich Brian                  | - Phát hành: 25 tháng 8 năm 2020 - Nhãn: 88rising, Warner Records - Định dạng: Tải xuống kĩ thuật số           | —                        | —                        |
| AM:PM                     | Stephanie Poetri            | - Phát hành: 12 tháng 3 năm 2021 - Nhãn: 88rising, 12Tone, Infinite Thrills - Định dạng: Tải xuống kĩ thuật số | —                        | —                        |